# Wutschdorf (Freudenberg)
Wutschdorf ist ein Pfarrdorf und Ortsteil der Gemeinde Freudenberg im Landkreis Amberg-Sulzbach in der Oberpfalz in Bayern. In dem Dorf leben 602 Einwohner (Stand: 1. Juni 2023).

## Geschichte
Wutschdorf wurde am 1. Januar 1970 mit Freudenberg zur neuen Gemeinde Freudenberg zusammengeschlossen.

## Bauwerke

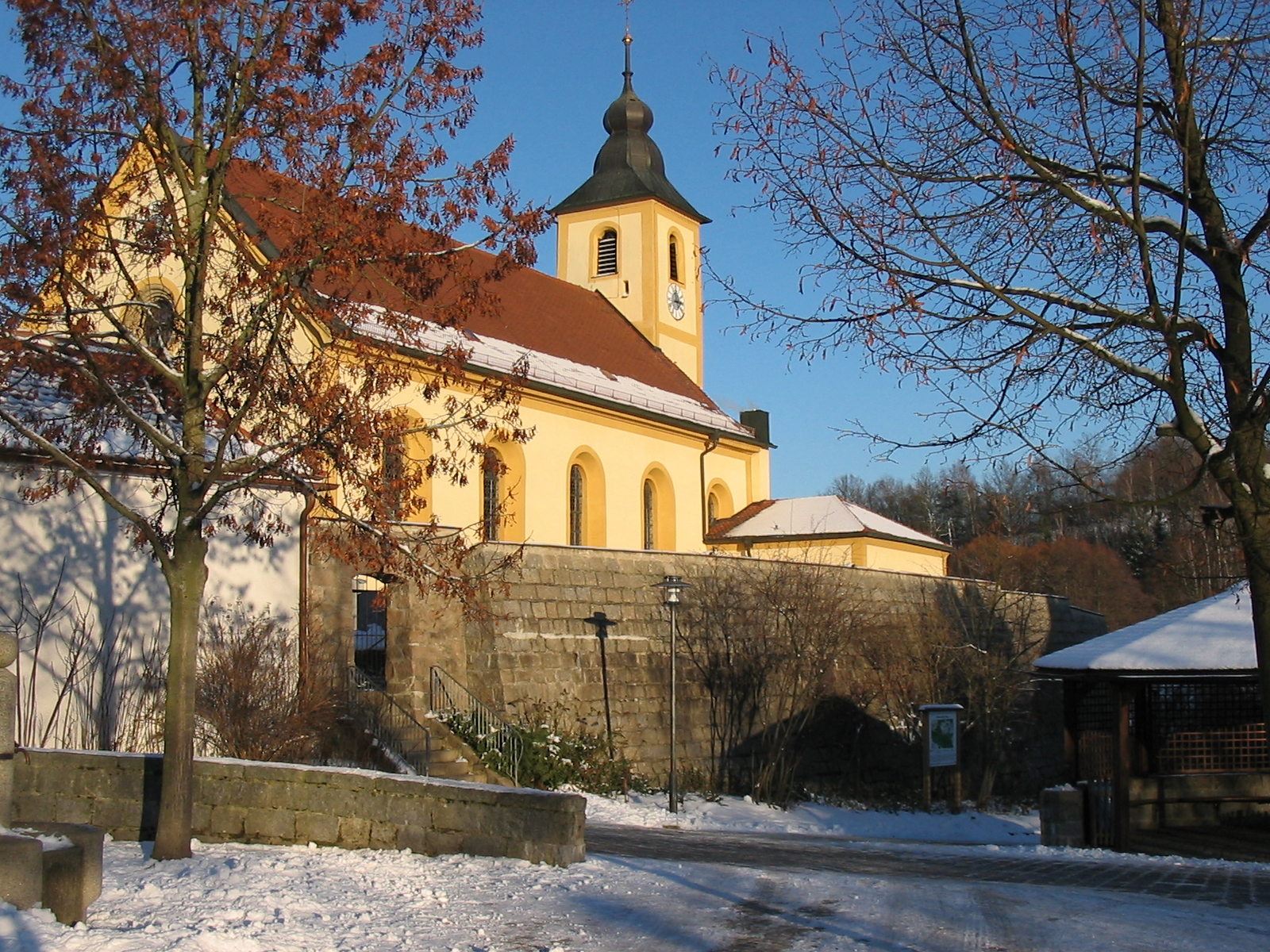
Sankt-Martin-Kirche in Wutschdorf

Die das Dorfbild prägende Sankt-Martin-Kirche im Ortskern ist ein barocker Saalbau aus dem 17. Jahrhundert (1652). Das Fresko Christkönig mit den Evangelistensymbolen, Apostel und Heilige, König David und anderen Vertretern des Alten Bundes mit Johann Baptist, Josef und Maria wurden von dem Münchner Kunstmaler Josef Wittmann, Maler des Neubarocks, 1956 geschaffen. Auch der Kreuzweg ist gemalt von Josef Wittmann, stammt jedoch aus dem Jahr 1957.
Das Untergeschoss des Turms und der Taufstein der Taufkapelle sind romanischen Ursprungs. Zur katholischen Pfarrei Wutschdorf gehört die Wallfahrtskirche St. Johann auf dem Johannisberg.

## Persönlichkeiten
- Johann Baptist Kastner (1775–1841), römisch-katholischer Theologe und Geistlicher, Pfarrer und Kapitelskämmerer, von 1827 bis 1841 am Ort.